# 718 TCN
718 TCN là một năm trong lịch La Mã.